# Pepeljuga
Pepeljuga je narodna bajka koja sadrži elemente mita o nepravedno ugnjetavanoj osobi koja trijumfuje. Glavna junakinja je mlada devojka koja živi težak život, koji se usled srećnih okolnosti iznenada menja. Poznato je nekoliko hiljada varijanta širom sveta. Najstarije zabeležene verzije sačuvane su u Kini i staroj Grčkoj. Najpopularniju verziju ove priče obradio je i objavio Šarl Pero 1697. Zaplet opisan u njoj danas je ne samo najpoznatiji, već je gotovo potisnuo ostale verzije. Braća Grim su početkom devetnaestog veka objavili sopstvenu verziju. Bajka „Pepeljuga” postoji i u usmenoj tradiciji srpskog naroda, i jednu varijantu je zabeležio Vuk Karadžić od narodnog pripovedača i objavio u „Srpskim narodnim pripovijetkama” (1821).
Iako se naslov priče i ime junakinje razlikuje zavisno od jezika, u većini evropskih varijanata vezano je za reč „pepeo”, sugerišući po analogiji osobu čije vrline nisu bile prepoznate ili osobu koja se uzdiže sa dna. Pero-Grimova verzija „Pepeljuge” je adaptirana u brojne igrane i animirane filmove, pozorišne predstave, radio drame, slikovnice, a u popularnoj kulturi i svakodnevnom govoru prisutne su brojne aluzije na poznati zaplet. U Arn-Tomsonovom sistemu klasifikovanja narodnih bajki „Pepeljuga” se klasifikuje pod „progonjena junakinja”.

## Pepeljuga prema animiranom filmu
U ovoj bajci devojka po imenu Pepeljuga ostaje bez oca i majke, i nastavlja da živi sa maćehom i svojim groznim polu-sestrama. Pepeljuga je bila primorana da radi najteže poslove u kući, umesto njene maćehe. Jednog dana, stigne pozivnica za kraljevski bal u kojoj je pisalo da su pozvane sve neudate devojke. Pepeljugi je bilo dozvoljeno da ide na bal pod uslovom da uradi sve poslove u kući. Ona stiže da uradi sve poslove, ali ne i da sašije haljinu. Ali miševi i ptice su joj sašili haljinu. Videvši to ljubomorne polu-sestre su joj pocepale haljinu. Jadna Pepeljuga otkriva dobru vilu koja joj pomaže, ali joj kaže da će čarolija trajati samo do ponoći. Pepeljuga je na balu plesala sa princem zaboravivši na sat. Kada je sat otkucao ponoć Pepeljuga je pobegla zaboravivši staklenu cipelicu. Princ je naredio da sve devojke probaju cipelicu kako bi našao Pepeljugu. Kada je došao red da Pepeljuga proba cipelu zla maćeha je slomila cipelu, ali na sreću Pepeljuga je imala drugu. Princ je oženio Pepeljugu i živeli su srećno,dok ih smrt nije odvojila.

## Literatura
- Lynn Thiesmeyer (2003). „The Romantic Redefinition of Myth and Folklore”. Romantic Poetry. John Benjamins Pub Co. ISBN 9027234507.
- Stefanovic Karadzic, Vuk (2007). Srpske narodne bajke. Kreativni centar; 3rd edition (2007). стр. 214. ISBN 978-8677812843.
- Zipes, Jack (2001). The Great Fairy Tale Tradition: From Straparola and Basile to the Brothers Grimm. W. W. Norton & Co. стр. 444. ISBN 978-0393976366.